# Stadt der verlorenen Seelen
Stadt der verlorenen Seelen ist ein avantgardistischer Musicalfilm aus dem Jahr 1983 von Rosa von Praunheim, der von Dragqueens, Travestie-Künstlern und transidenten Darstellern gespielt wird. 

## Inhalt
Stadt der verlorenen Seelen ist eine primär fiktionale Erzählung über das Leben US-amerikanischer Cabaret-Darsteller und anderer Einwanderer in Berlin. Die Darsteller ringen um soziale Anerkennung und berufliche Perspektiven, dabei bringen sie authentische Aspekte ihrer Biografien und Lebenserfahrungen in die Handlung ein. In den Hauptrollen sind Jayne County und Angie Stardust zu sehen.

## Notizen
Der TV- und Kinofilm wurde international ausgewertet und über die LGBT-Community hinaus zum Kultfilm.
Der Soundtrack des Films mit Songs von Jayne County und Angie Stardust wurde als LP veröffentlicht.
Als sogenanntes Transpunkmusical hat der Film ein neues Mini-Genre geschaffen und wurde zum Vorläufer von Produktionen wie Hedwig and the Angry Inch von John Cameron Mitchell.
Ab den 2010ern hatte der Film ein großes Revival in US-amerikanischen Arthouse-Kinos und auf queeren Filmfestivals weltweit. In dem Zuge boten verschiedene Musikvertriebe den Soundtrack offiziell als Download an.

## Rezeption
Der Film wurde von der Kritik geradezu bejubelt: „Ein queerer Augenschmaus, ein Stück Zeitgeschichte, Travestie mit Punk-Attitüde, Diven ohne YouTube-Tutorials und szenige Kunst“, so Michael Rädel, Herausgeber des Männer-Lifestylemagazins. Oder: „Mit trans- und geschlechtsspezifischen Charakteren und Drag-Superstars der Ära, aber auch mit einer bizarren Struktur, die zwischen Interviews, Voice-Overs, Liedern und Performance-Kunst wechselt, ist Stadt der verlorenen Seelen einer der coolsten Filme, den Sie jemals sehen werden“, schrieb Phil Ieropoulos von der Fakultät für darstellende und bildende Kunst der Buckinghamshire New University. Auch aus einer Ankündigung des Mary and Leigh Block Museum of Art der Northwestern Universität geht hervor: „Dieses Trans-Punk-Musical von 1983 ist ein Kultklassiker [...].“
„So einfach es ist, dies mit John Waters zu vergleichen, ich bin mir nicht sicher, ob einer seiner Filme so radikal inklusiv oder so betont politisch ist wie von Praunheims musikalische Transpunk-Extravaganz. Bei all der Ungeheuerlichkeit, die gezeigt wird (und es gibt eine Menge), ist das Beeindruckendste für mich, wie menschlich das ist“, unterstrich die Filmkritikerin und Regisseurin Elizabeth Purchell. Vor allem im Kontext der damaligen Zeit war dieser Film erstaunlich progressiv: „Dieses aufrührerische und seiner Zeit massiv vorauseilende intersektionale Queer-Punk-Musical hat die Transgender-Politik stark beeinflusst.“ (Australisches Museum für Film, Fernsehen, Video und Kunst) „Urkomisch, schrill und seiner Zeit völlig voraus.“ (Goethe-Institut) „Das deutsche Filmenfant terrible Rosa von Praunheim richtete seine Linse auf transsexuelle Amerikaner, die in der Berliner Clubszene der 80er Jahre Zuflucht suchten, und fing dabei einige der ehrlichsten, vorausschauendsten und progressivsten Dialoge über das Transleben ein, die jemals dem Zelluloid gewidmet waren“, so das Santa Cruz Art Center. Das Another Gaze Film Journal deutete noch auf etwas hin, das selbst im 21. Jahrhundert bislang nicht selbstverständlich geworden ist: „[...] Praunheim gelingt es, einen Raum zu schaffen, in dem Transgender-Frauen und sexueller Pluralismus ohne Gewalt und Tadel zelebriert werden.“ Das New Yorker Museum of the Moving Image resümierte im Jahr 2024, von Praunheim sei mit Stadt der verlorenen Seelen  einer der besten Transgender-Filme aller Zeiten gelungen.
Die im Independent-Bereich angesehene Musikseite Pitchfork wählte den Film im Jahr 2023 unter die international 30 besten queeren Musikfilme: „Jede der verrückten Musikszenen des Films ist ein unvergesslicher Anblick, aber die wahren Enthüllungen in Stadt der verlorenen Seelen liegen in den Monologen vor der Kamera und den offenen Debatten untereinander: über Trans-Leben und Geschlechterdeterminismus, Rassismus und Antisemitismus, Homophobie und Entfremdung. Absurd, chaotisch und unglaublich witzig – von Praunheims Darstellung einer queeren Wahlfamilie ist genauso chaotisch, wie es im wirklichen Leben nur sein kann.“

## Auszeichnungen
- 1983: Nominierung für den Gold Hugo beim Chicago International Film Festival[22]